# Tabanus chekiangensis
Tabanus chekiangensis är en tvåvingeart som beskrevs av Ouchi 1943. Tabanus chekiangensis ingår i släktet Tabanus och familjen bromsar. Inga underarter finns listade i Catalogue of Life.